# Skalník černoplodý
Skalník černoplodý (Cotoneaster laxiflorus, syn. Cotoneaster melanocarpus) je opadavý keř z čeledi růžovitých. Má široký areál rozšíření od střední a jihovýchodní Evropy do Čínu a Sibiř. Původním, avšak vzácným a ohroženým druhem je také v české květeně.

## Popis
Je to keř, zpravidla 1,5–2 metry vysoký, s přímými větvemi, jejichž kůra je zpočátku červenohnědá, posléze na starších větvích šedohnědá až šedá. Letorosty jsou hnědozelené, plstnatě chlupaté, časem olysávající. Listy jsou střídavé, opadavé, eliptické či vejčité, na konci špičaté nebo tupé a zpravidla bez osinky, na bázi zaokrouhlené. Na spodní straně jsou hustě plstnaté, na svrchní straně pýřité okolo žilek a mírně lesklé. S podzimem se barví do jasných odstínů oranžové a červené.
Květenství je 3–8květý, přímý chocholík s pýřitými květními stopkami. Kalich formuje lysou, nálevkovitou češuli s tupě trojúhelníkovými, na okrajích pýřitými kališními cípy. Korunní lístky jsou růžové, vpřed vztyčené, zhruba 2x přesahující kalich. Semeník je dvojčetný. Kvete v dubnu a květnu, opylován je hmyzem. Plodem je kulovitá malvice o průměru cca 6–8 mm, ve zralosti temně modrá, černofialová až černá, se dvěma (vzácně třemi) pecičkami. Je to tetraploidní druh, s počtem chromozomů 2n = 4x = 68.

## Ekologie a rozšíření
Druh s rozsáhlým areálem, který sahá od střední a jihovýchodní Evropy přes celou Sibiř a Střední Asii až po ruský Dálný východ, Mongolsko a severní Čínu. Vyskytuje se též v Turecku. Roste především na slunných skalách a v křovinách skalních výchozů, ve světlých lesích, jakými jsou například teplomilné doubravy a jejich lemy, v nízkých křovinách suchých trávníků a v lesostepích. Preferuje půdy sušší až čerstvě vlhké, obvykle mělké a s velkým podílem skeletu, spíše bazičtější a chudé živinami.
V České republice se skalník černoplodý vyskytuje roztroušeně až vzácně na jižní a jihozápadní Moravě, převážně na jižních úbočích pahorkatin a na výslunných svazích hlubokých zářezových údolí Jihlavy, Oslavy, Rokytné a dalších řek. Je zde hodnocen jako silně ohrožený a vzácný druh (kategorie C2r), zákonem chráněn však není. V roce 2022 byl také objeven při průzkumu nepřístupných míst Velké kotliny v Jeseníkách.

## Využití
Zřídka se pěstuje jako skalnička a ke zpevnění svahů. Je nenáročný a velmi odolný k chladu i suchu.

## Galerie

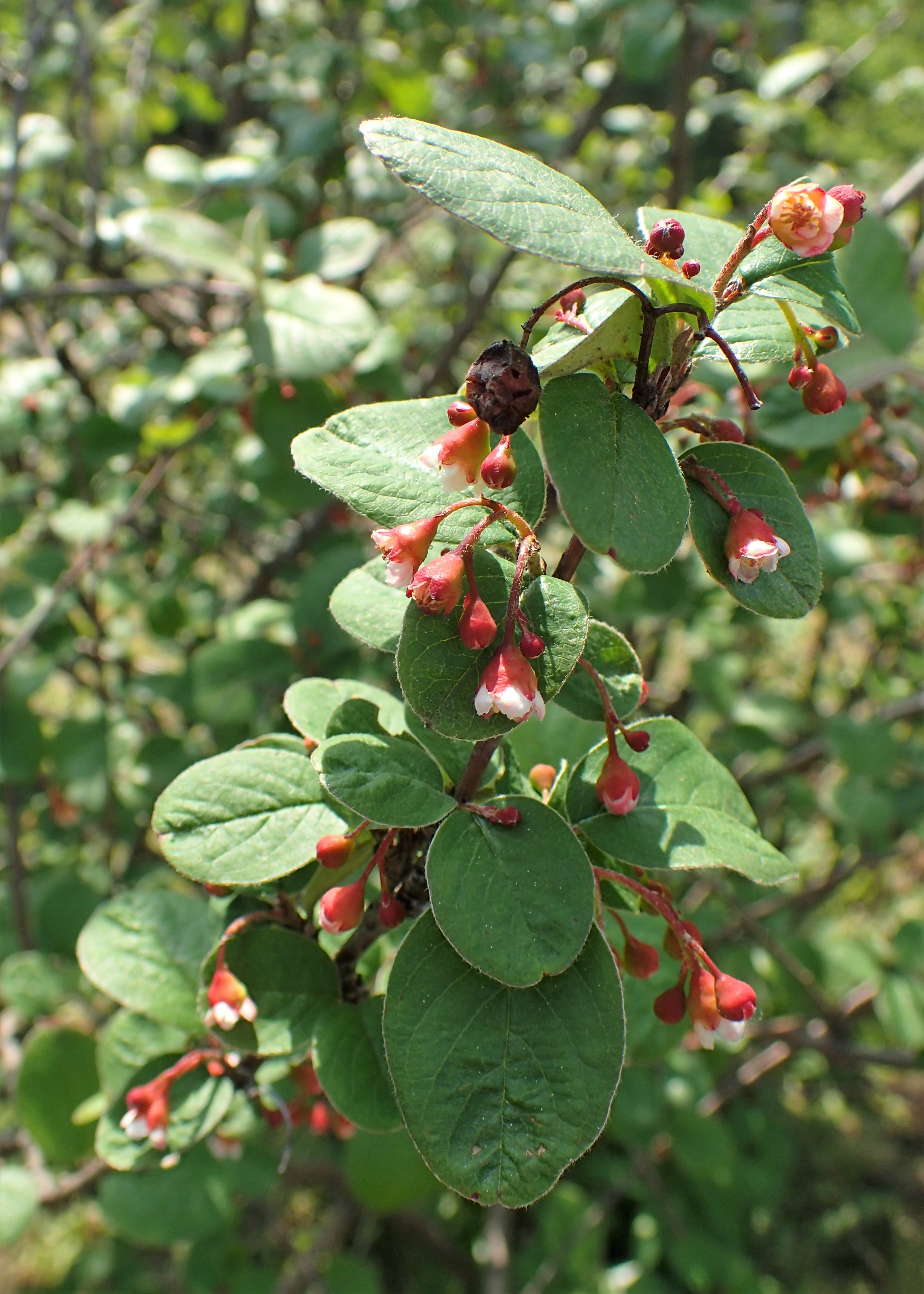
Kvetoucí větévka
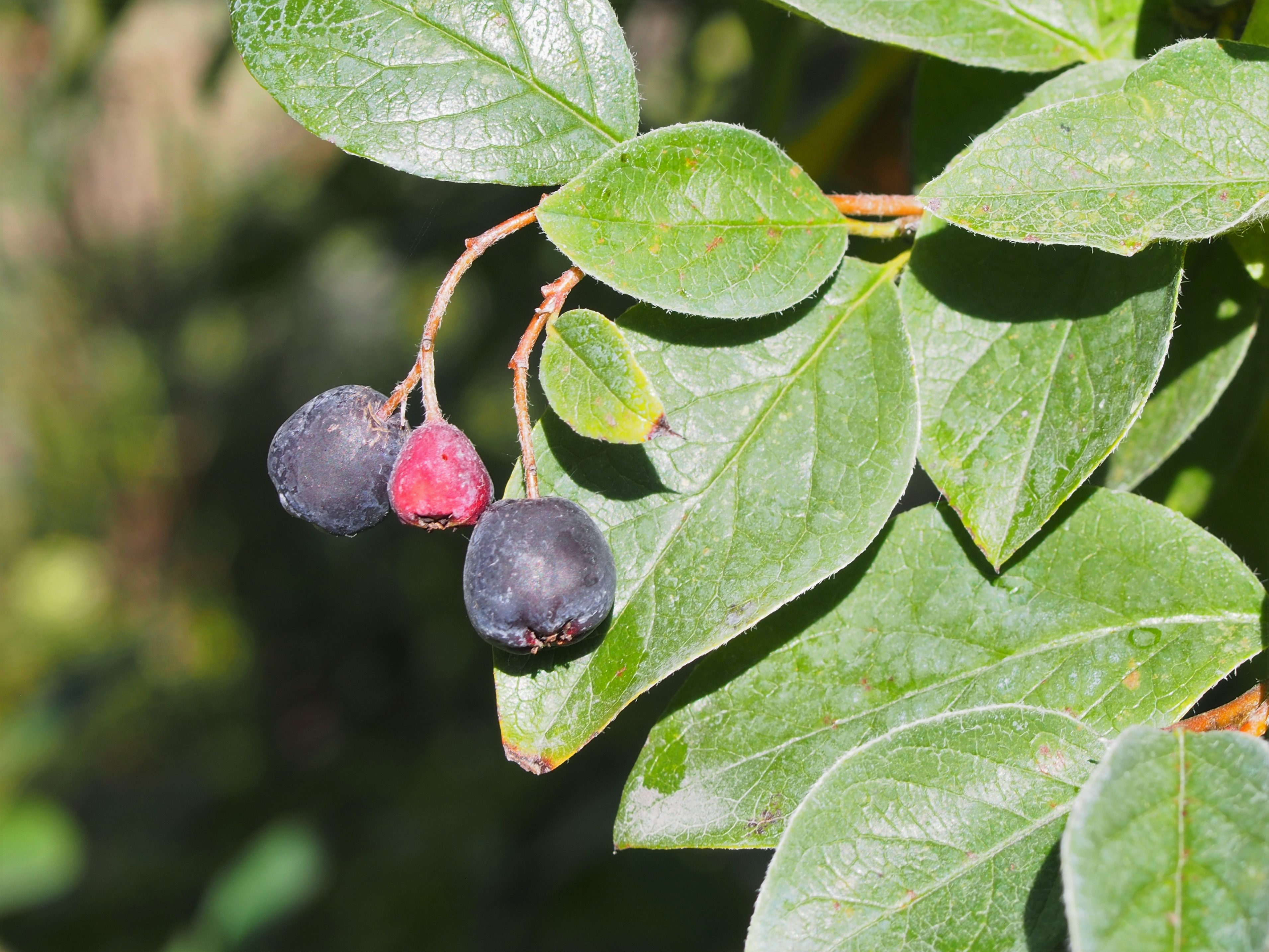
Plody
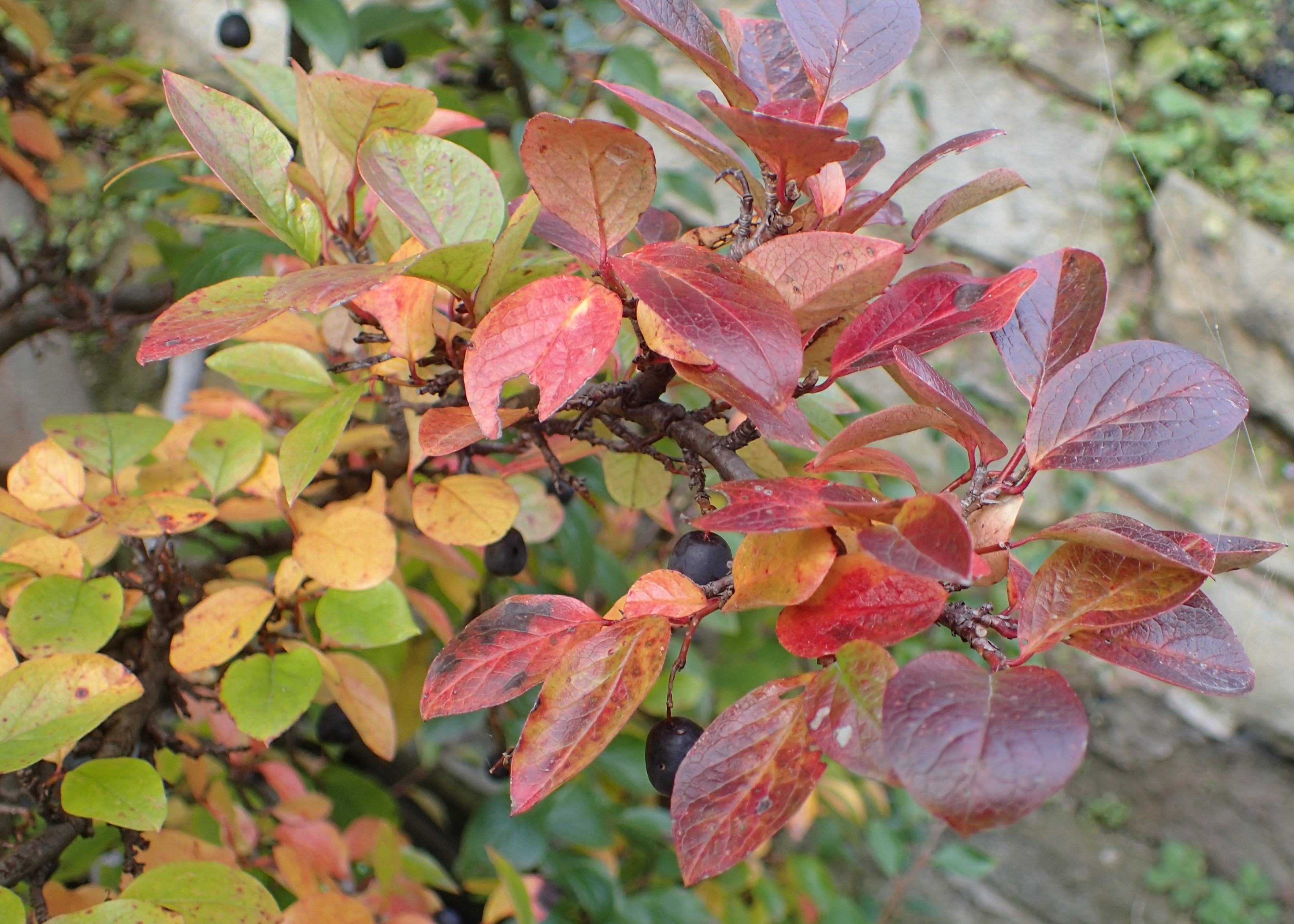
Podzimní zbarvení